# Biologischer Pass
Der biologische Pass (ungenau oft auch Blutpass genannt) ist ein individuelles elektronisches Dokument, in welchem Daten aus medizinischen Kontrollen eines Sportlers gesammelt werden, die als Grundlage für indirekte Nachweisverfahren von Doping im Sport, insbesondere im Radsport, dienen.

## Vorgehensweise und Grenzen
Mithilfe des biologischen Passes sollen die klassischen Nachweisverfahren verbotener Substanzen oder Methoden ergänzt werden. Im biologischen Pass werden Ergebnisse von Urin- und Blutproben bei Trainings- und Wettkampfkontrollen zu einem biologischen Profil des Sportlers zusammengeführt. Werte, die eine Abweichung vom erwarteten Profil darstellen, sollen zwar nicht den direkten Nachweis erbringen, wie manipuliert – welche Substanz, welche Methode – wurde, aber den indirekten Nachweis, dass manipuliert wurde. Das hämatologische und das Steroidprofil geben darüber hinaus Information über die individuellen Normbereiche der gemessenen Parameter („individual lower limit“ – „individual upper limit“). Dadurch sollen abnorme Abweichungen wesentlich besser erfasst werden als bei der herkömmlichen Methode der Festlegung statistisch fixer Normbereiche und „false negatives“ bzw. „false positives“ somit bei der Testauswertung mit größerer Sicherheit ausgeschlossen werden.

## Radsport
Grundlage für die Einführung des biologischen Passes ist eine vom Weltradsportverband UCI zu Beginn des Jahres 2008 als Reaktion auf den Dopingskandal Fuentes eingeführte Bestimmung, nach der im Rahmen von Dopingtests (Urin-/Bluttests) zusätzlich individuelle Blut- und Hormonprofile zu erstellen sind, um verlässliche Auskunft bezüglich unerlaubter leistungssteigernder Manipulationen des Athleten zu erhalten. Die Teilnahme am Biologischer-Pass-Programm ist Voraussetzung für die Lizenzierung eines Radsportteams als UCI WorldTeam oder UCI Professional Continental Team.
Zuerst wurden im Jahr 2009 gegen fünf Radrennfahrer auf Grundlage des biologischen Passes Dopingverfahren eröffnet, welche auch zur Verurteilung der Fahrer führten: Pietro Caucchioli, Ricardo Serrano, der ehemalige Straßenweltmeister Igor Astarloa, Ruben Lobato Elvira und Francesco De Bonis. Im Jahr 2010 kamen mit Franco Pellizotti, Jesus Rosendo Prado und Tadej Valjavec drei weitere Fälle hinzu.
Nach dem Bericht der Cycling Independent Reform Commission zu Jahresbeginn 2015 sei durch die Einführung des biologischen Passes im Radsport die Dopingbekämpfung wesentlich erfolgreicher geworden. Allerdings verweist der Bericht auch auf die offenbar praktizierte Möglichkeit der Umgehung des indirekten Nachweisverfahrens durch die regelmäßige Verabreichung von EPO-Mikrodosierungen während des gesamten Jahres. Auch sei der umstrittene Mediziner Eufemiano Fuentes nach Aussagen von Zeugen weiterhin mit der "Betreuung" von Radprofis beschäftigt. Frühere Leistungssteigerungen aufgrund von EPO-Dopings von 10 bis 15 % seien aufgrund der jetzigen Testverfahren nicht mehr möglich; der Nutzen des EPO-Dopings betrage im Zeitraum der Untersuchung 3 bis 5 %. Auch eine Reportage des französischen Senders France 2 verweist im Mai 2015 auf eine wissenschaftliche Untersuchung, wonach deutliche Leistungssteigerungen durch Mikrodosierungen von EPO, Wachstumshormone und Kortikoide und Eigenbluttransfusionen erzielbar seien, ohne dass Manipulationen durch den biologischen Pass nachweisbar seien.

## Andere Sportarten
Ein vergleichbares Programm hat die Internationale Triathlon Union für Profi-Triathleten, der Weltleichtathletikverband World Athletics und der Eislauf-Weltverband ISU eingeführt. So wurde das Dopingverfahren bezüglich der Eisschnellläuferin Claudia Pechstein auf Grundlage eines indirekten Nachweisverfahrens betrieben. Im März 2013 kündigte auch der Tennis-Weltverband ITF die Einführung des biologischen Passes noch im laufenden Kalenderjahr an.